# Singularitate eliminabilă

Graficul unei parabole cu o singularitate eliminabilă în x = 2

În analiza complexă o singularitate eliminabilă sau singularitate aparentă a unei funcții olomorfe este un punct în care funcția este nedefinită, dar este posibil să fie redefinită în acel punct astfel încât funcția rezultată să fie regulată în vecinătatea acelui punct.
De exemplu, funcția (nenormalizată) sinc⁠(d)
{\displaystyle {\text{sinc}}(z)={\frac {\sin z}{z}}}
are o singularitate în z = 0. Această singularitate poate fi eliminată prin definirea {\displaystyle {\text{sinc}}(0):=1,} care este limita lui sinc când z tinde la 0. Funcția rezultată este olomorfă. În acest caz, problema a fost cauzată de faptul că lui sinc i s-a dat o formă nedeterminată. Dezvoltarea în serie de puteri pentru {\textstyle {\frac {\sin(z)}{z}}} în jurul punctului singular este
{\displaystyle {\text{sinc}}(z)={\frac {1}{z}}\left(\sum _{k=0}^{\infty }{\frac {(-1)^{k}z^{2k+1}}{(2k+1)!}}\right)=\sum _{k=0}^{\infty }{\frac {(-1)^{k}z^{2k}}{(2k+1)!}}=1-{\frac {z^{2}}{3!}}+{\frac {z^{4}}{5!}}-{\frac {z^{6}}{7!}}+\cdots .}
Formal, dacă {\displaystyle U\subset \mathbb {C} } este o submulțime deschisă a planului complex {\displaystyle \mathbb {C} }, {\displaystyle a\in U} un punct în {\displaystyle U} și {\displaystyle f:U\setminus \{a\}\rightarrow \mathbb {C} } este o funcție olomorfă, atunci {\displaystyle a} este o singularitate eliminabilă a lui {\displaystyle f} dacă există o funcție olomorfă {\displaystyle g:U\rightarrow \mathbb {C} } care coincide cu {\displaystyle f} pe {\displaystyle U\setminus \{a\}}. Se spune că {\displaystyle f} este extensibilă olomorf peste {\displaystyle U} dacă există o astfel de funcție {\displaystyle g}.

## Teorema lui Riemann
Teorema lui Riemann asupra singularităților eliminabile este următoarea:
Teoremă —  Fie {\displaystyle D\subset \mathbb {C} } o submulțime deschisă din planul complex, {\displaystyle a\in D} un punct din {\displaystyle D} și {\displaystyle f} o funcție olomorfă definită pe mulțimea {\displaystyle D\setminus \{a\}}.  Următoarele propoziții sunt echivalente:
1. {\displaystyle f} este extensibilă olomorf peste {\displaystyle a}.
2. {\displaystyle f} este extensibilă continuu peste {\displaystyle a}.
3. Există o vecinătate a lui {\displaystyle a} în care {\displaystyle f} este mărginită.
4. {\displaystyle \lim _{z\to a}(z-a)f(z)=0}.

Implicațiile 1 ⇒ 2 ⇒ 3 ⇒ 4 sunt imediate. Pentru a demonstra 4 ⇒ 1, trebuie amintit mai întâi că olomorfia unei funcții în {\displaystyle a} este echivalentă cu a fi analitică în {\displaystyle a}. Adică poate fi dezvoltată în serie de puteri. Se definește
{\displaystyle h(z)={\begin{cases}(z-a)^{2}f(z)&z\neq a,\\0&z=a.\end{cases}}}
Este evident că h este olomorfă pe {\displaystyle D\setminus \{a\}} și pentru punctul 4 există
{\displaystyle h'(a)=\lim _{z\to a}{\frac {(z-a)^{2}f(z)-0}{z-a}}=\lim _{z\to a}(z-a)f(z)=0}
prin urmare {\displaystyle h} este olomorfă pe {\displaystyle D} și are o serie Taylor în funcție de {\displaystyle a}:
{\displaystyle h(z)=c_{0}+c_{1}(z-a)+c_{2}(z-a)^{2}+c_{3}(z-a)^{3}+\cdots \,.}
Există c0 = h(a) = 0 și c1 = h'(a) = 0; prin urmare
{\displaystyle h(z)=c_{2}(z-a)^{2}+c_{3}(z-a)^{3}+\cdots \,.}
Deoarece z ≠ a, există
{\displaystyle f(z)={\frac {h(z)}{(z-a)^{2}}}=c_{2}+c_{3}(z-a)+\cdots \,.}
Prin urmare,
{\displaystyle g(z)=c_{2}+c_{3}(z-a)+\cdots }
este olomorfă pe {\displaystyle D}, deci o prelungire a lui {\displaystyle f}.

## Alte spețe de singularități
Spre deosebire de funcțiile de variabilă reală, funcțiile olomorfe sunt suficient de rigide încât singularitățile lor izolate pot fi complet clasificate. Singularitatea unei funcții olomorfe fie nu este deloc o singularitate, adică este o singularitate eliminabilă, fie una dintre următoarele două spețe:
1. În lumina teoremei lui Riemann, având în vedere o singularitate neeliminabilă, s-ar putea pune întrebarea dacă există un număr natural {\displaystyle m} astfel încât {\displaystyle \lim _{z\rightarrow a}(z-a)^{m+1}f(z)=0}. Dacă da, {\displaystyle a} se numește pol al lui {\displaystyle f}, iar cel mai mic {\displaystyle m} este ordinul lui {\displaystyle a}. Deci singularitățile eliminabile sunt tocmai polii de ordinul 0. O funcție olomorfă se comportă uniform în apropierea celorlalți poli.
2. Dacă o singularitate izolată {\displaystyle a} a lui {\displaystyle f} nu este nici eliminabilă, nici pol, se numește singularitate esențială. Marea teoremă a lui Picard⁠(d) arată că o astfel de {\displaystyle f} aplică fiecare vecinătate deschisă a unui punct {\displaystyle U\setminus \{a\}} pe întregul plan complex, cu posibila excepție a cel mult a unui punct.